# Super-FRS
| Name           | Supraleitender Fragment-Separator |
| Fertigstellung | 2025 (geplant)                    |
| Status         | im Bau                            |
| Projektleiter  | Haik Simon                        |

Der Supraleitende Fragment-Separator (kurz Super-FRS, seltener auch S-FRS) ist ein Teilprojekt der Facility for Antiproton and Ion Research (FAIR). Er wird auf dem Gelände des GSI Helmholtzzentrums für Schwerionenforschung in Darmstadt gebaut. FAIR und Super-FRS sollen ab 2027 fertiggestellt sein und im ersten Abschnitt Early Science in Betrieb gehen.

## Bedeutung
Der Super-FRS wird das zentrale Forschungswerkzeug für NUSTAR sein, einen der vier zentralen FAIR-Experimentbereiche. Der Super-FRS wird dabei gleichzeitig als Beamline und Experiment dienen. Sieben (Deutschland, Russland, Indien, Frankreich, Finnland, Polen und Schweden) der derzeit elf Shareholder des FAIR-Projektes werden, neben Industriefirmen aus der ganzen Welt, Teile zum Super-FRS beisteuern. Supraleitende Hauptkomponenten werden am CERN getestet, das über eine Kooperation beteiligt ist.

## Beschreibung
Der Super-FRS wird als zweistufiger Fragmentseparator ähnlich einem Massenspektrometer arbeiten, das aus einem Vor- und einem Hauptabscheider besteht. Beide Separatorstufen wenden die Bρ-ΔE-Bρ-Methode an, die eine Magnetsteifigkeitsanalyse (Bρ) vor und hinter einem Shaped-Degrader-System (ΔE) kombiniert. Der Hauptseparator ist in drei Strahlzweige gegliedert:
- einen Ringzweig (RB),
- einen Hochenergiezweig (HEB)
- einen Niedrigenergiezweig (LEB), an dem ein spezielles Magnetspektrometer-/Energie-Buncher-System (Fokussierung) angeschlossen ist.

Der Super-FRS wird sich durch eine große Phasenraumakzeptanz auszeichnen, die durch Verwendung supraleitender Magnete mit großer Apertur sichergestellt wird.
Für die Untersuchungen und Experimente werden seltene Isotope aller Elemente bis hin zu Uran mit relativistischen Energien erzeugt und innerhalb weniger hundert Nanosekunden räumlich getrennt, was die Untersuchung sehr kurzlebiger Atomkerne ermöglicht. Die durch hohe Energien des Primärstrahls ausgelöste hohe Strahlenbelastung im Targetbereich erfordert ein spezielles Design. Ein stark abgeschirmter Bereich enthält das Hochleistungs-Produktionstarget zur Erzeugung der für die Experimente notwendigen Sekundärstrahlen und die Beam-Catcher-Systeme, die den nicht-reagierenden Primärstrahl abtrennen müssen.
Geeignete Teilchendetektoren erlauben dabei eine vollständige Teilchenidentifikation und stellen die Informationen den angeschlossenen Experimenten nach jedem Detektionsereignis zur Verfügung. Experimente zur Entwicklung und Prüfung der Detektorsysteme des Super-FRS werden am kleineren Vorläufer FRS der GSI ausgeführt.
Neben supraleitenden Magneten zum Strahltransport werden im Targetbereich strahlungsresistente normalleitende Magnete benötigt. Strahlkomponenten müssen fernsteuerbar ausgelegt werden. Instandhaltungsarbeiten können nur in einem Heiße-Zellen-Komplex ausgeführt werden, der sich im Super-FRS-Targetgebäude befinden wird.

## Projektstruktur
Organisatorisch ist das Projekt in mehrere Arbeitspakete (APs) unterteilt. Wichtig sind dabei die verschiedenen Magnetgruppen, Strahlberechnung, Strahldiagnose, Stromversorgung der Magnete, Strahlinstrumentierung, Vakuum und Diagnose- und Datenmanagement.
Für den Bau und die Inbetriebnahme des Super-FRS wird ein auf 2005 inflationsbereinigter Wert von etwa 95 Millionen Euro aufgewendet werden (Stand 2020).